# Le Miracle de la 34e rue
Pour les articles homonymes, voir Miracle sur la 34e rue.
Pour plus de détails, voir Fiche technique et Distribution.
Le Miracle de la 34e rue (titre original : Miracle on 34th Street, dénommé aussi Miracle sur la 34e rue) est un film de Noël américain réalisé par George Seaton sorti en 1947 pour les fêtes de Noël.
Le film a obtenu trois Oscars et un Golden Globe en 1948. Il est inscrit depuis 2005 au National Film Registry pour être conservé à la Bibliothèque du Congrès des États-Unis pour tous les temps en raison de son « importance culturelle, historique ou esthétique ».
Aux États-Unis, ce classique est régulièrement rediffusé pour les fêtes de fin d’année.

## Synopsis
À New York, Doris Walker, employée de la chaîne de magasins Macy's, cherche désespérément quelqu’un pour jouer le rôle du père Noël afin d’animer sa boutique pendant les fêtes. Elle embauche finalement Kris Kringle, un vieil homme sympathique qui prétend être le vrai père Noël. Devant le scepticisme de son employeur, mais aussi de la fille de celui-ci, Susan, Kris décide d’aller au tribunal pour apporter publiquement la preuve de son identité.

## Fiche technique
- Titre original : Miracle on 34th Street
- Titre français : Le Miracle de la 34e rue
- Réalisation : George Seaton
- Scénario : George Seaton, d’après une histoire de Valentine Davies
- Décors : Richard Day, Richard Irvine
- Costumes : Kay Nelson et Charles Le Maire
- Photographie : Lloyd Ahern et Charles G. Clarke
- Montage : Robert L. Simpson
- Musique : Cyril J. Mockridge
- Production : William Perlberg
- Société de production : 20th Century Fox
- Société de distribution : Twentieth Century Fox
- Pays de production : États-Unis
- Langue : Anglais américain, néerlandais
- Format : noir et blanc[4] – 35 mm – 1,37:1 – son : mono (Western Electric Recording)
- Genre : comédie dramatique
- Durée : 96 minutes
- Date de sortie :
  - États-Unis : 2 mai 1947
  - France : 17 novembre 1948

## Distribution
- Maureen O'Hara (VF : Camille Fournier) : Doris Walker
- John Payne (VF : Lucien Bryonne) : Frederick M. Gailey
- Edmund Gwenn (VF : Raymond Rognoni) : Kris Kringle
- Natalie Wood (VF : Nicole Jonesco) : Susan Walker, fille de Doris
- Percy Helton : Santa Claus
- Gene Lockhart : Henry X. Harper, juge de la Cour suprême de l’État de New York
- Philip Tonge (VF : Gérard Férat) : Julian Shellhammer
- Lela Bliss : Mme Shellhammer
- Alvin Greenman : Alfred
- Porter Hall (VF : Jean Toulout) : Granville Sawyer
- Harry Antrim (VF : Maurice Pierrat) : R. H. Macy
- Herbert H. Heyes : Monsieur Gimbel
- James Seay (VF : Roger Tréville) : docteur Pierce
- Thelma Ritter (VF : Cécile Dylma) : la mère de Peter
- Theresa Harris : Cleo
- William Frawley (VF : Jean Clarieux) : Charlie Halloran
- Jerome Cowan (VF : Georges Hubert) : M. Mara
- Ann Staunton (VF : Aline Bertrand) : Mme Mara
- Bobby Hyatt : Thomas Mara Jr
- Jack Albertson : le facteur
- Guy Thomajan (VF : Pierre Leproux) : Lou

Acteurs non crédités
- Dorothy Christy : une secrétaire
- Mary Field : la mère de la fille hollandaise
- Robert Gist : un employé de magasin installant une vitrine
- Theresa Harris : Cleo
- Richard Irving : un journaliste
- Marlene Lyden : la jeune fille hollandaise
- Anne O'Neal : la secrétaire de M. Sawyer
- Stephen Roberts : un garde de la sécurité

## Récompenses et nominations
- Oscars 1948 :
  - Oscar du meilleur acteur dans un second rôle pour Edmund Gwenn
  - Oscar de la meilleure histoire originale pour Valentine Davies
  - Oscar du meilleur scénario adapté pour George Seaton
- Golden Globe du meilleur scénario 1948 pour George Seaton

## Remakes
(liste non exhaustive)
Au cinéma
- 1994 : Miracle sur la 34e rue (ou Le Miracle de la 34e rue au Québec), film américain de Les Mayfield, avec Richard Attenborough dans le rôle de Kris Kringle et Elizabeth Perkins.

À la télévision
- 1955 : Miracle on 34th Street, téléfilm américain de John Monks Jr., avec Teresa Wright et Thomas Mitchell ;
- 1959 : Miracle sur la 34e rue, téléfilm américain de William Corrigan ;
- 1973 : Miracle sur la 34e rue, téléfilm américain de Fielder Cook, avec Sebastian Cabot dans le rôle de Kris Kringle.

## Adaptation du film en roman
Aux États-Unis, Valentine Davies a adapté le scenario du film en un roman publié par Harcourt Braceet paru en même temps que le film (voir Le Miracle de la 34e rue (le roman) (en)). En France, le film - diffusé après la guerre le 17 novembre 1948 - ayant eu du succès, le roman sort en librairie dès l'année suivante :
- 1949 : Le Miracle de la 34e rue[1], Valentine Davies - Traduit par Suzanne Pairault, collection « Les Meilleurs romans étrangers », Paris : Hachette, 185 p. (BNF 31999753)
- 1953 : Le Miracle de la 34e rue[5], Valentine Davies - Traduit par Suzanne Pairault, illustré par Albert Chazelle, collection « Idéal-Bibliothèque », Paris : Hachette, 192 p. (livre pour la jeunesse) (BNF 31999754)